# Lapsanastrum apogonoides
Lapsanastrum apogonoides là một loài thực vật có hoa trong họ Cúc. Loài này được (Maxim.) J.H. Pak & K.Bremer mô tả khoa học đầu tiên năm 1995.